# Mesopotamia
Mesopotamia se referă la o regiune din Orientul Apropiat, care în prezent aparține parțial de Irak, parțial de Siria, de vest și parțial de Iran, de est și parțial de Turcia de sud. Numele provine din cuvintele grecești μέσος mesos ""între"" și potamos ""râu"", referindu-se la zona dintre râurile Eufrat și Tigru (râu) (denumirea arabă este بين نهرين "Bayn Nahrain" "între două râuri"). Suprafața fertilă udată de aceste două râuri este cunoscută ca fiind "Leagănul Civilizației omenirii", aici dezvoltându-se primele societăți alfabetizate. Nu a existat vreodată o entitate politică sau o țară numită Mesopotamia, și nici nu există granițe definite; numele e unul convențional, inventat de istoricii greci pentru a se referi la aria geografică largă dintre cele două râuri.In Mesopotamia au fost descoperite ruinele cetății Ur.Locuitori din Ur aveau cunoștințe foarte avansate de matematică.

## Istorie

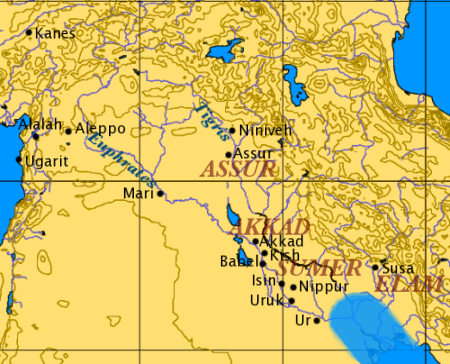
Hartă a Mesopotamiei antice

În Mesopotamia au existat unele dintre cele mai importante civilizații din lumea antică, precum sumerienii, akkadienii, chaldeenii, babilonienii, și asirienii. Aici au existat și unele culturi preistorice majore, precum Ubaid și Jemdet Nasr, precum și orașul Jarmo. Printre cei mai importanți conducători mesopotamieni se numără: Ur-Nammu (regele Ur-ului), Sargon I (regele Akkad-ului), Hammurabi (regele Babilonului) și Tiglath-Pileser I (regele Asiriei).
Între mileniul IV î.Hr. și secolul VI î.Hr. se poate vorbi de Mesopotamia antică. Această lungă perioadă poate fi divizată astfel:
- perioada Uruk (urmează perioadei preistorice Ubraid): aproximativ 4000 - 3100 î.Hr.;
- orașele-stat sumeriene: aproximativ secolele XXI - XIV î.Hr.;
- imperiul Akkadian: secolele XXIV - XXIII î.Hr.;
- invazia guților: secolul XXII î.Hr.;
- cea de-a treia dinastie Ur: secolele XXII - XX î.Hr.;
- întemeierea regatului asirian: secolele XX - XVIII î.Hr.;
- prima dinastie babiloniană: secolele XVIII - XVII î.Hr.;
- Asiria sub dominația imperiului Mitanian: secolele XVI - XII î.Hr.;
- era întunecată: secolele XII - X î.Hr.;
- imperiul Neo-Asirian: secolele X - VII î.Hr.;
- imperiul Neo-Babilonian: secolele VII - VI î.Hr.

## Limba și scrierea
Prima limbă scrisă din Mesopotamia a fost limba sumeriană, o limbă izolată. Mai apoi, o limbă semitică, limba akkadiană, a devenit limba dominantă, deși limba sumeriană a fost păstrată în scopuri administrative, religioase, literare și științifice. Diferite varietăți de akkadiană au fost folosite până la sfârșitul perioadei neobabiloniene. Apoi, limba aramaică, deja mult vorbită în Mesopotamia, a devenit limba oficială a Imperiului Persan. Limba akkadiană a fost apoi foarte puțin folosită, ca și limba sumeriană, doar în temple, pentru câteva secole.

### Dezvoltarea scrisului
Mesopotamia a fost unul dintre primele, dacă nu chiar primul loc din lume unde a apărut scrisul. Prima formă de scris a fost reprezentată de pictograme, imagini ce reprezentau obiecte sau fiinte. La sfârșitul mileniului IV î.Hr, acest sistem a fost simplificat și abstractizat, evoluând în scrierea cuneiformă, un sistem pe bază de silabe. Această formă de scriere s-a răspândit apoi în mare parte din Orientul Apropiat. Akkadienii, elamiții, hittiții și asirienii au folosit acest sistem. Textele erau scrise pe tăblițe de lut, cu un bețișor, creând astfel formele caracteristice ale scrierii cuneiforme.
- De la anul 3.000 până la secolul al VIII-lea î.Hr. se poate vorbi despre începuturile istoriei. Acum se inventeză scrierea care constituie o decisivă etapă in istoria umanitătii. Istoria scrierii începe cu Sumer, o tară in Orientul Mijlociu, în sudul Mesopotamiei. Scrierea cuneiformă, inventată de sumerieni, își datorează numele aspectului ei sub formă de cuie. Este utilizată până în era creștină și răspândită în diferite tinuturi ale Orientului Mijlociu. Această scriere a inspirat heroglifele în est, în India și în China. Scrierea era în serviciul templului și al palatului. Pentru că scrierea apare in Mesopotamia din jurul anului 3.000, această tară poate fi considerată leagăn al civilizatiei, după cum Africa de est, unde se nasc primii oameni de pe Pământ, este considerată leagăn al omenirii.

### Bibliotecile și muzeele regale
Una dintre cele mai mari colecții de tablete cuneiforme provine din arhivele lui Assurbanipal, regele Asiriei. În jurul anului 650 î.Hr., el a luat hotărârea să înființeze o bibliotecă la Ninive. Întrucât toate templele din Babilonia aveau biblioteci, el și-a trimis scribii să adune tablete de la aceștia. Dacă un templu refuza să cedeze o tabletă, trebuiau făcute copii. În scurt timp, biblioteca regală din Ninive a devenit cea mai mare din Asiria. Majoritatea informațiilor despre Mesopotamia antică provin din această bibliotecă.
Regele babilonian Nabucodonosor al II-lea a fondat un muzeu unde erau expuse statuete, tăblițe și alte obiecte importante. Acesta reprezintă un exemplu de literatură babiloniană.

### Literatura
Literatura veche este foarte bogată, variată și interesantă, cuprizând: povestiri, legende, imnuri, fabule, învățături, proverbe și altele. Unele dintre aceste opere literare, prin conținutul și forma lor frumoasa, sunt socotite printre creațiile cele mai alese ale culturii omenirii, spre exemplu legenda lui Ghilgameș. O caracteristică importantă a întregii literaturi a Orientului antic este caracterul ei religios. Aproape toate scrierile sunt străbătute de credințe în zei, în viața viitoare, duhuri, vrăjitori.
("Istorie Universala Antica si Medievala" -Eliza Bichman, Lucia Georgian - 1995)

### Școala
Primele școli s-au înființat pe lângă temple. Aici se învățau: scrisul, cititul, recitarea de legende, operațiile aritmetice. S-au găsit urme de săli de clasă, bănci, tăblițe de lut pentru scris exerciții. Existau școli speciale pentru scribi, institute superioare și observatoare astronomice (de exemplu, cele instalate în vârfurile zigguratelor).
("Istorie Universala Antica si Medievala" -Eliza Bichman, Lucia Georgian - 1995, pag.42)

### Știința și tehnologia
Popoarele Mesopotamiei au dezvoltat numeroase tehnologii, cum ar fi prelucrarea materialelor, fabricarea sticlei, țesutul textilelor, sisteme de irigații și de apărare împotriva inundațiilor. Ele au fost de asemenea printre primele popoare ale Epocii bronzului. De timpuriu au folosit cuprul, bronzul și aurul, și mai tărziu și fierul. Palatele erau decorate cu sute de kilograme din aceste metale foarte scumpe. Cuprul, bronzul și fierul erau folosite de asemenea pentru armuri, precum si pentru diferite arme, cum ar fi săbii, pumnale și sulițe. Au fost fabricate și arme din aur, dar cel mai probabil nu aveau decât rol decorativ.

### Matematica
Mesopotamienii utilizau un sistem de numerație sexagesimal (în baza 60). De aici provine actualul sistem, cu ora de 60 de minute, și ziua de 24 de ore, precum și cercul de 360 de grade. Calendarul sumerian avea și săptămânile de câte șapte zile.
Deoarece făceau socoteli cu numere foarte mari au întocmit o tabelă a înmulțirii de la 1 la 18.000.

### Astronomia
Astronomii babilonieni erau foarte interesați în studierea stelelor și a cerului, și puteau prevedea eclipsele și solstițiile. În astronomie totul era considerat ca având vreun scop, de obicei legat de religie și soartă.
În Mesopotamia antică, eclipsele erau considerate semn rău, însă numai cele observate erau importante. Dacă o eclipsă nu putea fi văzută în orașul regal, atunci nu avea nicio influență asupra regelui sau țării sale. Constelațiile folosite chiar și astăzi, cum ar fi Leu, Taur, Scorpion, Gemeni, Capricorn și Săgetător, au fost definite pentru prima dată de astronomii sumerieni și babiloniei. Constelațiile erau folosite în calcularea timpului și în determinarea perioadelor de plantare și recoltare a culturilor.
În Mesopotamia a apărut astrologia, deși cea mai mare parte a ceea ce se înțelege astăzi prin astrologie a apărut în timpul declinului civilizației lor.

### Medicina
Doctorii Mesopotamiei nu cunoșteau multe lucruri despre medicină sau despre modul de funcționare a organelor interne ale corpului, dar observau bolile acestora, și din aceste observații, mult mai târziu, a apărut medicina modernă.

## Religia
Religia mesopotamiană este cea mai veche religie cunoscută. Mesopotamienii credeau că lumea este un disc plat, înconjurat de un spațiu uriaș, gol, și deasupra, raiul. Ei mai credeau că apa se găsește peste tot, și că universul a apărut din această mare enormă. Religia mesopotamiană era politeistă,adică oamenii credeau în mai mulți zei.
Deși credințele descrise mai sus erau comune tuturor mesopotamienilor, au existat și variații regionale. Cuvântul sumerian pentru univers este an-ki, care face referire la zeul An și la zeița Ki. Fiul lor era Enlil, zeul aerului. Ei credeau că Enlil este cel mai puternic zeu. El era stăpânul zeilor din panteon, similar cu Zeus de la greci, sau cu Jupiter al romanilor. Sumerienii își puneau de asemenea întrebări filozofice, cum ar fi: Cine suntem?, Unde suntem?, Cum am ajuns aici?. Ei răspundeau acestor întrebări cu explicații din sfera supranaturalului.
Dacă cineva era bolnav, ei se rugau la zei pentru însănătoșirea persoanei respective. Cum s-a menționat mai sus, doctorii mesopotamieni nu erau foarte avansați din punct de vedere medical, așa că oamenii preferau să ceară ajutor de la zei.

### Zeitățile principale
- An era zeul sumerian al cerului, cunoscut mai târziu sub numele de Anu. El era căsătorit cu Ki, însă în unele credințe mesopotamiene, soția sa se numea Uraš.
- Marduk era zeul principal al Babilonului. Oamenii îl preamăreau, pentru ca el să permită evoluția Babilonului de la un mic stat la un mare imperiu.
- Gula, numit și Ninișina, era zeița vindecării. Când cineva era bolnav, ea era una dintre zeițele la care se rugau.
- Nanna (numit și Suen, Nanna-Suen sau Sin) era zeul lunii. El era unul dintre fiii lui Enlil.
- Utu (numit și Šamaš sau Sahamash) era zeul soarelui.
- Dumnezeu - primul dumnezeu din prima religie mesopotamiană.
- Enlil era cel mai puternic zeu din religia mesopotamiană. Soția sa se numea Ninlil, iar copiii săi erau Inanna, Iškur, Nanna-Suen, Nergal, Ninurta, Pabilsag, Nushu, Utu, Uraš Zababa și Ennugi.
- Nabu era zeul mesopotamian al scrisului. Era foarte înțelept, și foarte lăudat pentru abilitatea sa de a scrie. În unele locuri se credea că el controlează raiul și pământul.
- Iškur (sau Adad) era zeul furtunilor.
- Ninurta era zeul sumerian al războiului și al eroilor.
- Inanna, zeița sumeriană a războiului, era și soția lui Ninurta.
- Pazuzu, numit și Zu, era o zeitate malefică, ce a furat tabletele destinului lui Enlil, și a fost omorât din acest motiv. Tot el a adus și bolile nevindecabile.

### Demonii
Credința în demoni era o parte importantă a religiei Mesopotamiei antice. Oamenii se temeau de sufletele rele, și de aceea așezau statuete și picturi pentru a speria fantomele nedorite. Asemenea zeilor, existau diferiți demoni, fiecare cu numele său propriu, specializați în diferite acțiuni negative .

### Ritualuri funerare
Arheologii au descoperit sute de morminte în unele părți ale Mesopotamiei. Aceste morminte relevă multe informații legate de ritualurile funerare mesopotamiene. În orașul Ur, majoritatea oamenilor erau îngropați în morminte familiale sub casă. Copiii erau puși în recipiente mari, și duși la capela familiei. Alții erau pur și simplu îngropați în cimitirele orașului. Unii erau înfășurați în covoare și giulgiuri. În majoritatea cazurilor, unele lucruri ale oamenilor îngropați se aflau în morminte. Au fost de asemenea descoperite 17 morminte cu obiecte foarte valoroase, și deci se presupune că aparțineau unor persoane de rang înalt, posibil regi.

### Zigguratele
Zigguratele erau temple uriașe construite pentru venerarea zeilor. Erau construite din lut și argilă și aveau trei sau patru secțiuni. Erau construite foarte înalte, pentru a rămâne uscate în timpul inundațiilor.
Era nevoie de munca multor oameni pentru a construi un ziggurat. Trebuia săpat lutul, fabricate cărămizile iar aceste cărămizi trebuiau transportate și îmbinate. Numai zigguratul din Ur a rămas în picioare, deoarece constructorii din epocile mai târzii au învățat că arderea cărămizilor le va face mai rezistente.

## Cultura

### Muzica și cântecele
Muzica și cântecele formau o parte importantă din viața Mesopotamiei. Unele cântece erau închinate zeilor, altele descriau evenimente importante. Muzica și cântecele erau destinate în principal aristocrației și regilor, dar de ele se bucurau și oamenii obișnuiți, care cântau și dansau în casele lor sau în piețe. Cântecele se transmiteau din generație în generație, până ce cineva le scria. Prin aceste cântece au fost transmise informații importante despre evenimentele istorice care au ajuns în cele din urmă la arheologii moderni.

### Jocurile
Jocurile erau de asemenea foarte îndrăgite, în special de aristocrați. Oamenii obișnuiți nu aveau timp de jocuri. Un joc pe tablă a fost descoperit într-unul din mormintele din Ur. Nimeni nu știe cum se juca, deoarece regulile nu au fost descoperite. Există doar sugestii despre aceasta.

### Viața de familie
Viața era foarte grea pentru oamenii obișnuiți din Mesopotamia antică. Mortalitatea infantilă era foarte ridicată, mulți băieți munceau alături de părinții lor, iar fetele rămâneau acasă, învățând gătitul și având grijă de copiii mai mici. Băieții din familiile mai bogate aveau posibilitatea să meargă să muncească. Femeile aveau dreptul să dețină proprietăți, și, pentru motive întemeiate, să obțină un divorț.Si cand se casatoreau acestia isi puneau o statueta deasupra patului unde dormeau ca sa le poarte de grija

## Agricultura
Resursele alimentare din Mesopotamia erau relativ abundente datorită celor două râuri de la care provine numele regiunii, Tigru și Eufrat. Deși solul din apropierea râurilor era fertil, și potrivit pentru recolte, porțiunile de pământ aflate la distanță mai mare de apă erau aride, și nelocuibile. Din acest motiv, dezvoltarea sistemelor de irigații a avut o mare importanță pentru coloniștii Mesopotamiei. Alte inovații mesopotamienie sunt controlul apelor prin baraje, și utilizarea apeductelor. 
Primii coloniști ai pământurilor fertile din Mesopotamia utilizau pluguri de lemn pentru a afâna solul înainte de plantarea recoltelor, cum ar fi orzul, ceapa, vița de vie, napii sau merele. Mesopotamienii au fost unul din primele popoare care au produs bere și vin.
Clima adesea instabilă a Mesopotamiei a pus probleme agricultorilor; adesea recoltele erau distruse, de aceea erau folosite surse alternative de alimente, precum vaci sau oi.

### Tigru și Eufrat
Cele două râuri care înconjurau Mesopotamia antică erau Tigru și Eufrat. Aceste două râuri fertilizau solurile aride. În plus, întrucât precipitațiile erau foarte reduse, apa din râuri reprezenta principala lor sursă de apă. Pentru a evita distrugerea recoltelor, oamenii irigau culturile; ei trebuiau așadar să colecteze și să controleze apa, cu ajutorul barajelor. Odată cu construcția unui baraj, în special într-un loc mai înalt, apa astfel reținută nu mai curgea la vale. Acest lucru reprezenta o problemă pentru orașele din aval, care porneau războaie din aceste motive.

## Guvernul

### Regii
Majoritatea regilor din Mesopotamia antică erau considerați aleși ai unui zeu, fii ai unui zeu, sau chiar zei. Ei îi ajutau pe zei conducând statul. Majoritatea regilor se autointitulau “rege al universului” sau “mare rege”. Un alt nume des întâlnit era acela de “păstor”, întrucât regii trebuiau să aibă grijă de poporul lor.
Nabucodonosor a fost cel mai puternic rege din Babilonia. El era considerat fiul zeului Nabu (nepotul lui Marduk). S-a căsătorit cu fiica lui, pentru ca dinastiile medică și babiloniană să aibă o legătură de familie. Numele lui Nabucodonosor se traduce prin: Nabo, protejează coroana!
Belședazar a fost ultimul rege al Babiloniei. el era fiul lui Nabonidus a cărui soție era Nictoris, fiica lui Nabucodonosor.
Primul rege al primei dinastii din Ur (aproximativ 2560 î.Hr.) a fost Mesanepada. El a făcut din Ur orașul principal al Sumerului.
Prima dinastie din Ur aprox. 2563-2387 î.Hr.
2563-2524: Mesannepadda
2523-2484: A'annepadda
2483-2448: Meskiagnunna
2447-2423: Elulu
2422-2387: Balulu
Dinastia din Lagaș aprox. 2494-2342 î.Hr.
2494-2465: Ur-Nanșe
2464-2455: Akurgal
2454-2425: Ennatum
2424-2405: Enannatum I
2402-2375: Entemena
2374-2365: Enannatum II
2364-2359: Enentarzi
2358-2352: Lugal-anda
2351-2342: Uru-inim-gina
Dinastia din Uruk aprox. 2340-2316 î.Hr.
2340-2316: Lugal-zaggesi
Dinastia din Akkad aprox. 2334-2154 î.Hr.
2334-2279: Sargon
2278-2270: Rimuș

### Puterea
Când Asiria a devenit un imperiu, a fost împărțită în mai multe părți mici, numite provincii. Fiecare purta numele orașului principal, ex. Ninive, Samaria, Damasc și Arpad. Fiecare avea un guvernator propriu, care avea grijă ca toți locuitorii să plătească taxele. El mobiliza soldații pentru război, și asigura lucrătorii pentru construcția templelor. Era responsabil și pentru impunerea legilor. 
În acest mod, asirienii au reușit să mențină controlul asupra imperiului lor.
Deși Babilonul era un stat relativ mic în perioada sumeriană, el a evoluat considerabil în timpul domniei lui Hammurabi. El era cunoscut sub numele de “Legiuitorul”, și în scurt timp Babilonul a devenit unul dintre cele mai importante orașe din Mesopotamia. Mai târziu a fost denumit Babilonia, însemnând poartă către zei. A devenit de asemenea unul dintre principalele centre culturale ale regiunii.

### Războiul
Orașele-state din Mesopotamia au purtat numeroase războaie între ele, pentru pământ și putere. Se luptau de asemenea pentru controlul râurilor, irigații, și pentru locuri din care puteau obține resurse precum cherestea, piatră și metale. Când au apărut imperiile, războaiele au fost purtate mai mult cu țări străine. Spre exemplu, regele Sargon a cucerit toate orașele din Sumer, unele orașe din Mari, iar apoi a început războaie în Siria de nord.
Multe palate babiloniene erau decorate cu fresce ale luptelor victorioase, arătând inamici fugind cu disperare, sau ascunzându-se între buruieni. 
Un rege sumerian, Ghilgameș, era considerat două treimi zeu și o treime om. Aventurile sale, considerate foarte importante, au fost transmise din generație în generație, fiind considerate foarte importante, inclusiv descrieri ale bătăliilor câștigate de acesta.

### Legile
Regele Hammurabi, așa cum s-a menționat mai sus, era foarte cunoscut pentru legile sale. El a promulgat circa trei sute de legi, care erau aplicate destul de strict. Printre ele se numără:
- Dacă cineva acuză pe altcineva, fără să poată aduce vreo dovadă, acuzatorul va fi omorât.

- Dacă cineva acuză pe altcineva, și poate dovedi vina acestuia, el va fi răsplătit cu bani.

- Dacă un judecător ia o decizie într-un caz, iar apoi se dovedește că a greșit, va fi pus să plătească de douăsprezece ori cât a impus el acuzatului, și nu i se va permite să mai judece.

- Dacă cineva fură pe fiul altcuiva, va fi omorât.

- Dacă cineva găsește un sclav evadat și îl returnează proprietarului, acesta va trebui să plătească doi șekeli.

- Dacă un hoț este descoperit în timp ce fură, va fi omorât.

- Dacă cineva nu are suficientă grijă de un baraj, și barajul cedează, el va fi vândut, iar banii obținuți vor înlocui recolta pierdută în timpul inundării culturilor.

- Dacă cineva inundă culturile unui vecin, îi va plăti pierderea.

- Dacă cineva își lasă grădina în seama unui grădinar, iar acesta își face treaba bine timp de patru ani, în al cincilea an proprietarul e obligat să ia parte la grădinărit.

- Dacă grădinarul nu și-a făcut treaba bine, iar plantele suferă, el va plăti pierderea în funcție de producția vecinului.

- Dacă cineva are o datorie, și nu poate plăti, el se poate vinde pe sine, pe soția sa, pe fiul său și pe fiica sa să muncească; după trei ani ei vor fi eliberați.

- Dacă un om dator își plătește datoria cu un sclav, iar sclavul este suficient de bun, nu pot exista obiecții.

- Dacă cineva se căsătorește cu o femeie, dar nu are niciun fel de relații cu aceasta, nu se consideră căsătorie.

- Dacă o soție are relații cu un alt bărăbat, amândoi vor fi legați și aruncați în apă, dar soția poate fi iertată de soțul ei și dăruită regelui ca sclavă.

- Dacă un bărbat folosește violența asupra soției altui bărbat pentru a se culca cu ea, el va fi omorât, iar femeia considerată fără vină.

- Dacă un bărbat este capturat în război, iar femeia părăsește casa, deși este mâncare suficientă, ea va fi aruncată în apă.

- Dacă un bărbat este capturat în război, și nu există mâncare, femeia este fără vină dacă părăsește casa.

- Dacă un soț părăsește casa, soția pleacă în altă casă, iar soțul se reîntoarce, soția nu este obligată să se reîntoarcă.

- Dacă un bărbat vrea să se despartă de o femeie care a dat naștere copiilor săi, o parte din pământ și din bani trebuie cedată ei de soț. Când copiii cresc, ea se poate recăsători.

- Dacă un bărbat vrea să se despartă de o femeie cu care nu a avut copii, îi va da înapoi zestrea și banii pe care i-a adus din casa tatălui ei.

- Dacă un bărbat adoptă un fiu, iar acesta crește în casa părinților adoptivi, părinții naturali nu pot cere întoarcerea acestuia.

- Dacă cineva lovește pe altcineva de rang mai înalt, va fi biciuit în public de șaizeci de ori.

- Dacă cineva lovește pe altcineva de același rang, va plăti o mina de aur.

- Dacă un sclav lovește un om liber, îi vor fi tăiate urechile.

- Dacă un bărbat lovește o femeie însărcinată, iar aceasta pierde sarcina, el îi va plăti zece șekeli.

- Dacă un constructor construiește o casă, și o construiește bine, proprietarul va plăti doi șekeli pentru fiecare suprafață a casei.

- Dacă, însă, nu reușește, și casa se prăbușește, ucigându-l pe proprietar, constructorul va fi omorât.

- Dacă fiul proprietarului va fi omorât, fiul constructorului va fi ucis.

## Arhitectura

### Casele
Casele oamenilor bogați erau foarte mari. Aveau două sau trei etaje, cu un acoperiș locuibil. Aveau o curte spațioasă în jurul casei. În casă existau căteva dormitoare, o cameră de oaspeți, o capelă, o bucătărie, o baie și un mormânt sub casă. Casele oamenilor simpli erau mult mai simple, cu doar câteva camere.

### Palatele
Palatele regilor din Mesopotamia erau clădiri uriașe, frumos decorate. Majoritatea zidurilor aveau basoreliefuri sculptate în fildeș, descriind marile victorii ale mesopotamienilor. Aveau de asemenea mari sculpturi la intrări, pentru a-l proteja pe rege de demoni și alte spirite rele. Mobila era de asemenea fabricată în principal din fildeș, care era ușor de decorat și de cioplit. Palatele conțineau de asemenea mari cantități de metale, precum bronzul și aurul. Palatele erau și centrele principale ale guvernului.

## Economia
Existau diferențe foarte mari din punctul de vedere al banilor și al averii între oamenii bogați și oamenii de rând. Oamenii obișnuiți depindeau foarte mult de recoltele lor, deoarece aveau bani foarte puțini. Oamenii bogați aveau foarte mulți sclavi, și de obicei aveau foarte mulți bani.
1 talant = 60 mina = 3600 șekeli = 30 kg de argint
1 mina	= 60 șekeli = 500 grame de argint
1 șekel = 8,333 grame argint
Monedele de argint nu erau din metal pur. Aproximativ 87% din materialul monedei era argint!!!

## Transporturile
Majoritatea oamenilor din Mesopotamia preferau să călătorească pe apă, și nu pe uscat, deoarece era mai convenabil. Ei construiau bărci din stuf, și le era ușor să meargă și prin zone mlăștinoase. 
Mai târziu, după invenția roții, au fost folosite și carele, în special de către oamenii înstăriți

## Istoria recentă

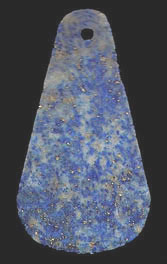
Un pandantiv mesopotamian de lapis lazuli.

- Regiunea a fost apoi ocupată de către Imperiul Persan, fiind organizată sub forma a două satrapii, Babilonia în sud, și Athura în nord. În această perioadă, 500-330 î.Hr., Persia, o națiune vorbitoare a unei limbi indo-europene a devenit cea mai importantă putere a lumii.
- După cucerirea Persiei de către Alexandru cel Mare, satrapiile au devenit parte a Imperiului Seleucid, până la distrugerea sa, de către Armenia Mare, în 42 î. Hr.
- Cea mai mare parte a Mesopotamiei a devenit apoi o parte a Imperiului Partian al Persiei, ce a rezistat până în 224 d. Hr. Ctesifon a devenit capitala Imperiului Parthian. Partea de nord-vest a devenit romană, fiind organizată în două provincii, Osrhoene și Mesopotamia
- În timpul Imperiului Persian al Sasanizilor, Mesopotamia a primit numele de Del-e Iranshahr însemnând "Inima Iranului", iar metropola Ctesifon (pe râul Tigru), a devenit capitala Persiei, deși se afla în Mesopotamia.
- La începutul secolului VII d.Hr., califii Imperiului Arab au ajuns la putere în Damasc și au anexat întreg Imperiul Sasanid. Mesopotamia a fost prin urmare reunită, sub arabi, însă guvernată ca două provincii, partea de nord, având capitala la Mosul și partea de sud având capitala la Bagdad. Mai târziu, Bagdad a devenit și capitala califatului, și capitala întregului Imperiu Arab până în 1258.
- Între 1508 și 1534 d.Hr., persienii au controlat Mesopotamia.
- În 1535 d.Hr., turcii otomani au cucerit Bagdadul. În timpul Ocupației Imperiului Otoman, Mesopotamia a fost condusă ca trei vilayate, sau teritorii, separate: Mosul, Bagdad, și Basra, care includea și teritoriul care este astăzi Kuwait.
- La sfârșitul Primului război mondial Mesopotamia a fost ocupată pentru scurt timp de britanici, care au organizat guvernul regiunii care este astăzi Siria și Irak sub un singur conducător hașemit.
- În 1920 a fost creat de către britanici statul național irakian, cu granițele sale moderne, și incluzănd și teritoriul Kuwaitului de astăzi. Kuwait, care făcuse parte din Provincia Basra în timpul stăpânirii otomane, și-a declarat independența în 1961.